# ژانخو مکروی
ژانخو مکروی (انگلیسی: Jeangu Macrooy؛ زادهٔ ۶ نوامبر ۱۹۹۳) موسیقی‌دان، خواننده، آهنگساز اهل سورینام است. وی از سال ۲۰۱۱ میلادی تاکنون مشغول فعالیت بوده‌است و اکنون در هلند زندگی می‌کند. وی با ترانه رشد نماینده هلند در مسابقه آواز یوروویژن ۲۰۲۰ در روتردام بود اما این مسابقه به خاطر دنیاگیری کروناویروس لغو شد و وی به جای آن نمایندگی هلند را در مسابقه آواز یوروویژن ۲۰۲۱ برعهده داشت.